# Хот
Хот (алб. Hot) је насељено место у општини Велика Малесија у округу Скадар, Албанија. Према попису из 2001. године било је 1.047 становника.
Хот су једно од насеља малисорског племена Хоти.